# Mario Coppola (pittore)
Mario Coppola (Enna, 28 settembre 1934) è un pittore italiano esponente del movimento post-informale.

## Biografia
Dopo gli studi secondari ad Enna si trasferisce a Ravenna e si forma presso l'Accademia delle Belle Arti. Il contatto diretto con i mosaici bizantini lo entusiasma e lo affascina al punto da spingerlo a presentare a Roma la sua prima mostra di mosaici nel 1957.
Nel 1956 si sposta a Roma, dove all'interesse per il mosaico affianca quello per la pittura informale.
Nel 1958, 1959 e 1963 partecipa alle mostre "Premio di incoraggiamento ad artisti" indette dal Ministero della Pubblica Istruzione - Direzione Generale delle Antichità e Belle Arti - e dalla Galleria nazionale d'arte moderna di Roma, vincendo l'edizione del 1959 con l'opera "Dinamica di un paesaggio", che viene acquisita dalla Galleria stessa.
Nel 1960 partecipa alla VIII Quadriennale Nazionale d'Arte di Roma ('59-'60) e viene invitato alla “Mostra Internazionale d'Arte Astratta” al Palazzo Pretorio di Prato. Nel 1961, invece, prende parte alla prima mostra di collage alla galleria “L'Obelisco” e inizia un ciclo di opere incentrato sulla “Genesi”, intesa come nascita di una nuova immagine. Nel '62, la seconda mostra di questo nuovo ciclo sulla “Genesi” viene esposta alla galleria “l'Obelisco”, presentata in catalogo con dei versi del “De Rerum Natura” di Lucrezio. Nel 1963 Partecipa alla "Prima Mostra Mercato Nazionale d'Arte Contemporanea" a Palazzo Strozzi con l'Obelisco.
In questo periodo, interessato agli scritti di Theilhard de Chardin, gli dedica diverse opere.Nel 1963 partecipa alla mostra "Peintures Italiennes d'aujourd'hui", promossa dal Ministero degli Affari Esteri e quello della Pubblica Istruzione ed organizzata dalla Quadriennale per permettere ai giovani artisti, rappresentanti l'arte italiana contemporanea, di esporre le loro opere in alcuni musei ed istituti culturali internazionali. Nel 1962 presenta anche una personale alla Minima Toninelli.
Nel '65-'66, durante i suoi viaggi all'estero, stabilisce rapporti di lavoro con la galleria d'Arte Moderna di Silkeborg (Danimarca). Sempre nel 1966 partecipa alla mostra "Bianco + Bianco" a "l'Obelisco" con molti artisti tra i quali: Arp, Burri, Ernst, Picasso.
Nel '67 inizia il suo insegnamento di discipline pittoriche (disegno dal vero ed educazione visiva) presso l'Istituto Statale D'Arte Silvio D'Amico di Roma.
Nel 1968 espone una personale alla galleria Poliantea di Terni presentando le opere dal '59 al '68.
Nel '70 la galleria “Il Collezionista” diretta da Giancarlo Serafini espone una sua antologica (1959-1970) con testo critico di Giancarlo Scoditti, ed una poesia “A Mario” di Rodolfo Wilcock.Nel '72, mentre è a Parigi con Giancarlo Serafini, conosce, tramite Marguerite Arp, la vedova di Theo Van Doesburg e parlando della situazione dell'arte, accenna loro di un testo scritto da Theo Van Doesburg nel '17 e pubblicato nel '19 nella rivista di filosofia “Het Tydschrft Voor Wijsbegeerte”. Il testo parla della “Natura delle Arti Plastiche” ed entusiasma così tanto Coppola e Serafini da chiedere alla signora Van Doesburg di poterlo pubblicare nel catalogo della mostra di Coppola che Serafini farà nel '73 alla galleria “Il Collezionista” di Roma. Nel pubblicarlo, Coppola cerca di sancire una premessa indispensabile alla definizione dell'arte e della pittura, e quindi, un'utile e pertinente fondazione teorica e storica dell'attività artistica di un pittore contemporaneo.

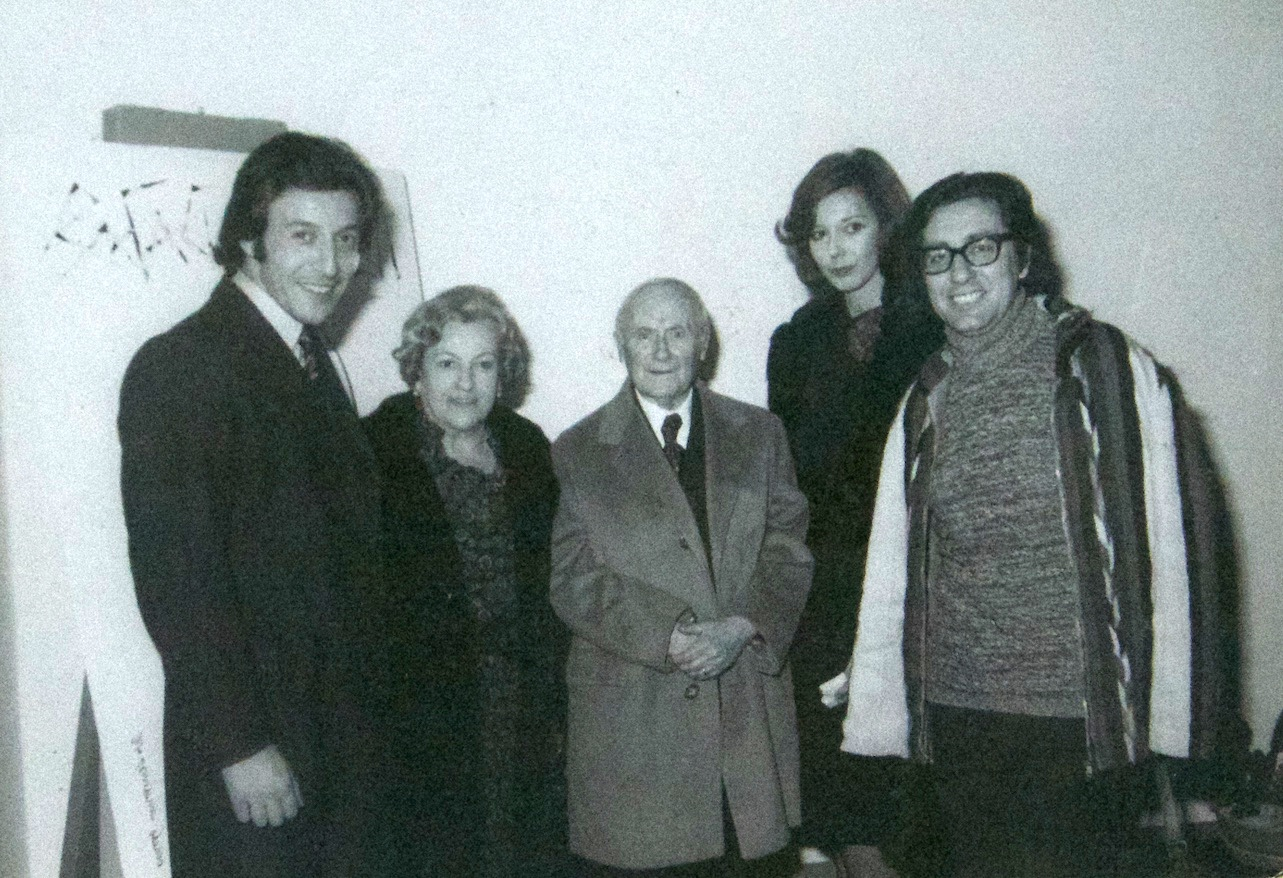
Da sinistra a destra: Giancarlo Serafini, Pilar Juncosa, Mirò, Marta Nistri, Mario Coppola.

Le mostre curate dalla galleria “Il Collezionista” lo mettono in contatto con Hartung, Mirò, Magnelli, Campigli, Maeght e Felix Kee. Nel '77 Giancarlo Serafini apre una nuova galleria, la “Condotti 85”, dove presenta un ciclo di opere dal titolo “Per un'immagine concreta”, opere di Mario Coppola in connessione con il saggio di Arturo Bovi “Riflessioni sull'Arte Contemporanea” edito dallo stesso Serafini.
Nel 1983 la Galleria Comunale D'Arte Contemporanea di Arezzo lo invita a partecipare con 12 opere, insieme a Guccione, Forgioli, Gianquinto e Ruggero Savinio alla mostra “Continuità nella Pittura Italiana Contemporanea”.
Nell '84 inizia il ciclo dell'Adventum e nell '87 espone una mostra di pastelli alla "Condotti 85". In questa occasione, e nel ventennale della rivista "Carte Segrete", Serafini-Editore pubblica nel Marzo 1987, numero 53, "Zangezi" opera del poeta futurista russo Velemir Chebnikov e due mostre-libro:
- Mario Coppola “Adventum” (pastelli) con testi di Giancarlo Scoditti, F.Paolo Memmo e Guido Giuffrè.
- Zao Wou- Ki “Il Pittore di due Mondi” con testi di Leymarie- Michaux- Char- Faure- Malraux.

Nello stesso anno il “Museo di Palazzo Bellomo” di Siracusa espone un'antologia con la pubblicazione di un catalogo monografico, con opere dal '59 al '87 e testi di Giorgio di Genova, F.Paolo Memmo, ed Italo Mussa.
Nel 1985 espone una personale alla galleria MR con le opere realizzate dal 1979 al 1985.
Nel 2004 in occasione delle “Notti Bianche” a Roma vengono esposte alla galleria “La Borgognona” nuove opere del ciclo dell' “Adventum” con testo di Lorenza Trucchi. Nel 2006 la stessa mostra completata dalle ultime opere viene esposta nel complesso Museale Polivalente “Santa Maria Dei Raccomandati” di città dell'Aquila.
Negli anni successivi, in contrapposizione alle ideologie concettualistiche, matura un rifiuto del “sistema” dell'arte e, come testimonia la sua opera, persegue l'intento culturale di riportare il dibattito sull'arte ad una visione critica basata sulla “centralità dell'opera”.